# Liste der Stadtteile von Helsinki

Die Stadtteile von Helsinki.

Die Stadt Helsinki (schwedisch Helsingfors) ist in 137 Teilgebiete (finnisch osa-alue) unterteilt. Diese Teilgebiete setzen sich zu insgesamt 59 Stadtteilen (kaupunginosa) zusammen; einige Teilgebiete bilden auch für sich allein einen Stadtteil. Zudem werden die Teilgebiete zu Stadtbezirken (peruspiiri) zusammengefasst, die wiederum in Großbezirke (suurpiiri) zusammengefasst werden. Die Einteilung in Bezirke dient vor allem statistischen Zwecken. Teilweise kommt es zu Abweichungen zwischen Stadtbezirken und Stadtteilen, so dass Teilgebiete eines Stadtteils zwei verschiedenen Stadtbezirken angehören können.

## Liste der Stadtteile
Folgende Tabelle gibt die 59 Stadtteile von Helsinki wieder. Jedem Stadtteil ist eine offizielle Nummer von 1 bis 59 zugeordnet (Spalte 1). In der zweiten Spalte ist unter dem finnischen Namen die schwedische Bezeichnung angegeben. Nur in wenigen Fällen sind die finnische und schwedische Bezeichnung identisch. Die letzten beiden Spalten geben (falls vorhanden) die Teilgebiete des Stadtteils und den Stadtbezirk an, zudem der Stadtteil gehört.
| Nr. | Stadtteil                                       | Lageplan | Karte | Bev.   | Fläche    | E./km² | Teilgebiete | Stadtbezirk                                              |
| --- | ----------------------------------------------- | -------- | ----- | ------ | --------- | ------ | --- | -------------------------------------------------------- |
| 1   | Kruununhaka Kronohagen                          |          |       | 6.684  | 0,57 km²  | 11.726 | – | Vironniemi Estnäs                                        |
| 2   | Kluuvi Gloet                                    |          |       | 398    | 0,93 km²  | 428    | – | Vironniemi Estnäs                                        |
| 3   | Kaartinkaupunki Gardesstaden                    |          |       | 881    | 0,33 km²  | 2.670  | – | Ullanlinna Ulrikasborg                                   |
| 4   | Kamppi Kampen                                   |          |       | 11.218 | 0,94 km²  | 11.934 | – | Kampinmalmi Kampmalmen                                   |
| 5   | Punavuori Rödbergen                             |          |       | 8.440  | 0,42 km²  | 20.095 | – | Ullanlinna Ulrikasborg                                   |
| 6   | Eira                                            |          |       | 989    | 0,17 km²  | 5.818  | – | Ullanlinna Ulrikasborg                                   |
| 7   | Ullanlinna Ulrikasborg                          |          |       | 10.040 | 0,75 km²  | 13.387 | – | Ullanlinna Ulrikasborg                                   |
| 8   | Katajanokka Skatudden                           |          |       | 4.167  | 0,57 km²  | 7.244  | – | Vironniemi Estnäs                                        |
| 9   | Kaivopuisto Brunnsparken                        |          |       | 450    | 0,45 km²  | 1.091  | – | Ullanlinna Ulrikasborg                                   |
| 10  | Sörnäinen Sörnäs                                |          |       | 6.969  | 1,66 km²  | 4.198  | 101 Vilhonvuori Vilhelmsberg 102 Kalasatama Fiskehamnen 103 Sompasaari Sumparn 104 Hanasaari Hannaholmen | Kallio Berghäll                                          |
| 11  | Kallio Berghäll                                 |          |       | 17.979 | 1,09 km²  | 16.494 | 111 Siltasaari Broholmen 112 Linjat Linjema 113 Torkkelinmäki Torkelsbacken | Kallio Berghäll                                          |
| 12  | Alppiharju Åshöjden                             |          |       | 11.497 | 0,87 km²  | 13.215 | 121 Harju Ås 122 Alppila Alphyddan | Alppiharju Åshöjden                                      |
| 13  | Etu-Töölö Främre Tölö                           |          |       | 12.950 | 1,18 km²  | 10.974 | – | Kampinmalmi Kampmalmen                                   |
| 14  | Taka-Töölö Bortre Tölö                          |          |       | 14.329 | 1,93 km²  | 7.424  | – | Taka-Töölö Bortre Tölö                                   |
| 15  | Meilahti Mejlans                                |          |       | 6.792  | 2,12 km²  | 3.090  | – | Reijola Grejus                                           |
| 16  | Ruskeasuo Brunakärr                             |          |       | 6.922  | 1,48 km²  | 4.677  | 161 Vanha Ruskeasuo Gamla Brunakärr 162 Pikku Huopalahti Lillhoplax | Reijola Grejus                                           |
| 17  | Pasila Böle                                     |          |       | 8.127  | 4,29 km²  | 1.894  | 171 Länsi-Pasila Västra Böle 172 Pohjois-Pasila Norra Böle 173 Itä-Pasila Östra Pasila 174 Keski-Pasila Mellersta Böle | Pasila Böle                                              |
| 18  | Laakso Dal                                      |          |       | 1.876  | 0,69 km²  | 2.400  | – | Reijola Grejus                                           |
| 19  | Mustikkamaa-Korkeasaari Blåbärslandet-Högholmen |          |       | 19     | 0,66 km²  | 29     | – | Kulosaari Brändö                                         |
| 20  | Länsisatama Västra hamnen                       |          |       | 6.408  | 2,44 km²  | 2.626  | 201 Ruoholahti Gräsviken 202 Lapinlahti Lappviken 203 Jätkäsaari Busholmen 204 Munkkisaari Munkholmen | Kampinmalmi Kampmalmen                                   |
| 21  | Hermanni Hermanstad                             |          |       | 3.386  | 1,06 km²  | 3.194  | – | Vallila Vallgård                                         |
| 22  | Vallila Vallgård                                |          |       | 7.773  | 1,30 km²  | 5.979  | – | Vallila Vallgård                                         |
| 23  | Toukola Majstad                                 |          |       | 4.601  | 0,94 km²  | 4.895  | 231 Toukola Majstad 232 Arabianranta Arabiastranden | Vanhakaupunki Gammelstaden                               |
| 24  | Kumpula Gumtäkt                                 |          |       | 3.737  | 1,53 km²  | 2.442  | – | Vanhakaupunki Gammelstaden                               |
| 25  | Käpylä Kottby                                   |          |       | 7.670  | 1,82 km²  | 4.214  | – | Vanhakaupunki Gammelstaden                               |
| 26  | Koskela Forsby                                  |          |       | 3.261  | 0,77 km²  | 4.235  | – | Vanhakaupunki Gammelstaden                               |
| 27  | Vanhakaupunki Gammelstaden                      |          |       | 361    | 0,35 km²  | 703    | – | Vanhakaupunki Gammelstaden                               |
| 28  | Oulunkylä Åggelby                               |          |       | 22.336 | 8,61 km²  | 2.594  | 281 Pirkkola Britas 282 Maunola Månsas 283 Metsälä Krämertsskog 284 Patola Dammen 285 Veräjämäki Grindbacka 286 Maunulanpuisto Månsasparken 287 Veräjälaakso Grinddal                                                                        | Oulunkylä Åggelby & Maunula Månsas                       |
| 29  | Haaga Haga                                      |          |       | 25.705 | 5,48 km²  | 4.691  | 291 Etelä-Haaga Södra Haga 292 Kivihaka Stenhagen 293 Pohjois-Haaga Norra Haga 294 Lassila Lassas | Oulunkylä Åggelby & Haaga Haga                           |
| 30  | Munkkiniemi Munksnäs                            |          |       | 16.999 | 4,74 km²  | 3.590  | 301 Vanha Munkkiniemi Gamla Munksnäs 302 Kuusisaari Granö 303 Lehtisaari Lövö 304 Munkkivuori Munkshöjden 305 Niemenmäki Näshöjden 306 Talinranta Talistranden                                                                               | Munkkiniemi Munksnäs                                     |
| 31  | Lauttasaari Drumsö                              |          |       | 19.644 | 3,75 km²  | 5.238  | 311 Kotkavuori Örnberget 312 Vattuniemi Hallonäs 313 Myllykallio Kvarnbacken 314 Koivusaari Björkholmen | Lauttasaari Drumsö                                       |
| 32  | Konala Kånala                                   |          |       | 5.529  | 2,36 km²  | 1.918  | – | Pitäjänmäki Sockenbacka                                  |
| 33  | Kaarela Kårböle                                 |          |       | 26.949 | 9,46 km²  | 2.849  | 331 Kannelmäki Gamlas 332 Maununneva Magnuskärr 333 Malminkartano Malmgård 334 Hakuninmaa Håkansåker 335 Kuninkaantammi Kungseken 336 Honkasuo Hongasmossa                                                                                   | Kaarela Kårböle                                          |
| 34  | Pakila Baggböle                                 |          |       | 9.805  | 4,08 km²  | 2.403  | 341 Länsi-Pakila Västra Baggböle 342 Itä-Pakila Östra Baggböle | Länsi-Pakila Västra Baggböle & Itä-Pakila Östra Baggböle |
| 35  | Tuomarinkylä Domarby                            |          |       | 9.035  | 10,56 km² | 856    | 351 Paloheinä Svedängen 352 Torpparinmäki Torparbacken 353 Tuomarinkartano Domargård 354 Haltiala Tomtbacka | Tuomarinkylä Domarby & Itä-Pakila Östra Baggböle         |
| 36  | Viikki Vik                                      |          |       | 11.033 | 8,05 km²  | 1.370  | 361 Viikinranta Vikstranden 362 Latokartano Ladugården 363 Viikin tiedepuisto Viks forskarpark 364 Viikinmäki Viksbacka | Latokartano Ladugården                                   |
| 37  | Pukinmäki Bocksbacka                            |          |       | 8.292  | 1,91 km²  | 4.341  | – | Pukinmäki Bocksbacka                                     |
| 38  | Malmi Malm                                      |          |       | 24.312 | 9,26 km²  | 2.625  | 381 Ylä-Malmi Övre Malm 382 Ala-Malmi Nedre Malm 383 Pihlajamäki Rönnbacka 384 Tattariharju Tattaråsen 385 Malmin lentokenttä Malms flygfält 386 Pihlajisto Rönninge                                                                         | Malmi Malm & Latokartano Ladugården                      |
| 39  | Tapaninkylä Staffansby                          |          |       | 13.652 | 3,86 km²  | 3.537  | 391 Tapaninvainio Staffansslätten 392 Tapanila Mosabacka | Malmi Malm                                               |
| 40  | Suutarila Skomakarböle                          |          |       | 19.690 | 6,33 km²  | 3.111  | 401 Siltamäki Brobacka 402 Tapulikaupunki Stapelstaden 403 Töyrynummi Lidamalmen | Suutarila Skomakarböle & Puistola Parkstad               |
| 41  | Suurmetsä Storskog                              |          |       | 15.529 | 7,02 km²  | 2.212  | 411 Puistola Parkstad 412 Heikinlaakso Henriksdal 413 Tattarisuo Tattarmossen 414 Jakomäki Jakobacka | Puistola Parkstad & Jakomäki Jakobacka                   |
| 42  | Kulosaari Brändö                                |          |       | 3.748  | 1,81 km²  | 2.070  | – | Kulosaari Brändö                                         |
| 43  | Herttoniemi Hertonäs                            |          |       | 23.811 | 6,06 km²  | 3.929  | 431 Länsi-Herttoniemi Västra Hertonäs 432 Roihuvuori Kasberget 433 Herttoniemenranta Hertonäs strand 434 Herttoniemen yritysalue Hertonäs företagsområde                                                                                     | Herttoniemi Hertonäs                                     |
| 44  | Tammisalo Tammelund                             |          |       | 2.231  | 0,73 km²  | 3.056  | – | Herttoniemi Hertonäs                                     |
| 45  | Vartiokylä Botby                                |          |       | 30.244 | 10,03 km² | 3.015  | 451 Vartioharju Botbyåsen 452 Puotila Botby gård 453 Puotinharju Botbyhöjden 454 Myllypuro Kvarnbäcken 455 Marjaniemi Marudd 456 Roihupellon teollisuusalue Kasåkers industriområde 457 Itäkeskus Östra centrum                              | Vartiokylä Botby & Myllypuro Kvarnbäcken                 |
| 46  | Pitäjänmäki Sockenbacka                         |          |       | 16.565 | 6,68 km²  | 2.478  | 461 Pajamäki Smedjebacka 462 Tali Tali 463 Reimarla Reimars 464 Marttila Martas 465 Pitäjänmäen yritysalue Sockenbacka företagsområde | Pitäjänmäki Sockenbacka & Munkkiniemi Munksnäs           |
| 47  | Mellunkylä Mellungsby                           |          |       | 36.600 | 9,90 km²  | 3.697  | 471 Kontula Gårdsbacka 472 Vesala Ärvings 473 Mellunmäki Mellungsbacka 474 Kivikko Stensböle 475 Kurkimäki Tranbacka | Mellunkylä Mellungsby                                    |
| 48  | Vartiosaari Vårdö                               |          |       | 31     | 1,01 km²  | 31     | – | Laajasalo Degerö                                         |
| 49  | Laajasalo Degerö                                |          |       | 16.486 | 16,55 km² | 996    | 491 Yliskylä Uppby 492 Jollas Jollas 493 Tullisaari Turholm 494 Kruunuvuorenranta Kronbergsstranden 495 Hevossalmi Hästnässund | Laajasalo Degerö                                         |
| 50  | Villinki Villinge                               |          |       | 9      | 1,68 km²  | 5      | – | Laajasalo Degerö                                         |
| 51  | Santahamina Sandhamn                            |          |       | 418    | 4,28 km²  | 96     | – | Laajasalo Degerö                                         |
| 52  | Suomenlinna Sveaborg                            |          |       | 796    | 2,21 km²  | 380    | – | Ullanlinna Ulrikasborg                                   |
| 53  | Ulkosaaret Utöarna                              |          |       | 18     | 2,36 km²  | 8      | 531 Länsisaaret Västra holmana 532 Itäsaaret Östra holmana 533 Aluemeri Territorialhavet | Ullanlinna Ulrikasborg & Laajasalo Degerö                |
| 54  | Vuosaari Nordsjö                                |          |       | 35.791 | 15,38 km² | 2.327  | 541 Keski-Vuosaari Mellersta Nordsjö 542 Nordsjön kartano Nordsjö gård 543 Uutela Nybondas 544 Meri-Rastila Havsrastböle 545 Kallahti Kallvik 546 Aurinkolahti Solvik 547 Rastila Rastböle 548 Niinisaari Bastö 549 Mustavuori Svarta backen | Vuosaari Nordsjö                                         |
| 55  | Östersundom (Itäsalmi) Östersundom              |          |       | 525    | 7,50 km²  | 70     | – | Östersundom                                              |
| 56  | Salmenkallio Sundberg                           |          |       | 40     |           |        | – | Östersundom                                              |
| 57  | Talosaari Husö                                  |          |       | 58     |           |        | – | Östersundom                                              |
| 58  | Karhusaari Björnsö                              |          |       | 381    |           |        | – | Östersundom                                              |
| 59  | Ultuna                                          |          |       | 1074   |           |        | 591 Landbo Landbo 592 Puroniitty Bäckängen | Östersundom                                              |